# Bodil/Beste Nebendarstellerin

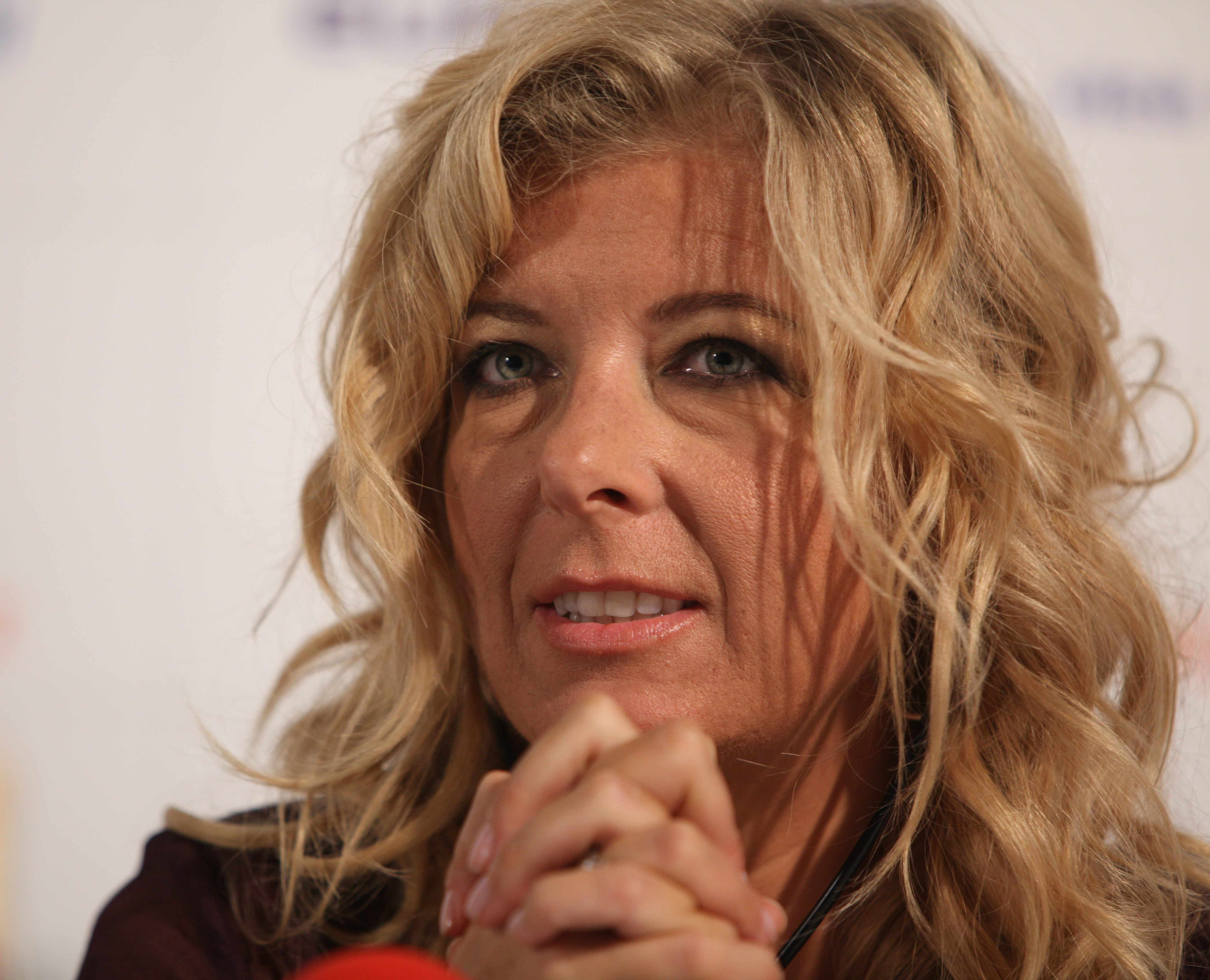
Paprika Steen

Gewinner des dänischen Filmpreises Bodil in der Kategorie Beste Nebendarstellerin (Bedste kvindelige birolle). Der Verband der dänischen Filmkritiker und Drehbuchautoren (dänisch Filmmedarbejderforeningen) vergibt seit 1948 alljährlich seine Auszeichnungen für die besten Filmproduktionen und Filmschaffenden Ende Februar beziehungsweise Anfang März auf einer Gala in Kopenhagen.
Am erfolgreichsten in dieser Kategorie war die Dänin Paprika Steen (2000, 2003, 2012) mit drei Siegen, gefolgt von ihren Landsfrauen Charlotte Fich (2006 und 2008) und Birgitte Raaberg (1984 und 1998), die jeweils zweimal triumphieren konnte. 1952 ging der Preis an Sigrid Neiiendam, die mit 84 Jahren bis heute die älteste Empfängerin einer Bodil ist. Als bisher einzige nicht-skandinavische Schauspielerin konnte sich 1997 die Britin Katrin Cartlidge (Breaking the Waves) in die Siegerliste einreihen.

## Preisträgerinnen 1948–1999
| Jahr      | Preisträger            | Filmtitel                        | Deutscher Titel                       |
| 1948      | Ellen Gottschalch      | Ta’, hvad du vil ha'             | nicht bekannt                         |
| 1949      | Karin Nellemose        | Mens porten var lukket           | nicht bekannt                         |
| 1950–1951 | Preis nicht vergeben   | Preis nicht vergeben             | Preis nicht vergeben                  |
| 1952      | Sigrid Neiiendam       | Fra den gamle købmandsgård       | nicht bekannt                         |
| 1953–1968 | Preis nicht vergeben   | Preis nicht vergeben             | Preis nicht vergeben                  |
| 1969      | Kirsten Peuliche       | Tænk på et tal                   | Geld zum zweiten Frühstück            |
| 1970–1972 | Preis nicht vergeben   | Preis nicht vergeben             | Preis nicht vergeben                  |
| 1973      | Lone Lindorff          | Man sku’ være noget ved musikken | nicht bekannt                         |
| 1974–1975 | Preis nicht vergeben   | Preis nicht vergeben             | Preis nicht vergeben                  |
| 1976      | Anne-Lise Gabold       | En lykkelig skilsmisse           | nicht bekannt                         |
| 1977      | Bodil Kjer             | Strømer                          | nicht bekannt                         |
| 1978      | Preis nicht vergeben   | Preis nicht vergeben             | Preis nicht vergeben                  |
| 1979      | Grethe Holmer          | Honning måne                     | Flitterwochen                         |
| 1980      | Berthe Qvistgaard      | Johnny Larsen                    | Johnny Larsen                         |
| 1981      | Helle Fastrup          | Cirkus Casablanca                | nicht bekannt                         |
| 1982      | Ghita Nørby            | Pengene eller livet              | nicht bekannt                         |
| 1983      | Preis nicht vergeben   | Preis nicht vergeben             | Preis nicht vergeben                  |
| 1984      | Birgitte Raaberg       | Midt om natten                   | Kopenhagen – Mitten in der Nacht      |
| 1985      | Preis nicht vergeben   | Preis nicht vergeben             | Preis nicht vergeben                  |
| 1986      | Catherine Poul Jupont  | Manden i månen                   | nicht bekannt                         |
| 1987      | Sofie Gråbøl           | Oviri                            | Die Augen des Wolfes                  |
| 1988      | Karen Wegener          | Pelle Erobreren                  | Pelle, der Eroberer                   |
| 1989      | Tine Miehe-Renard      | Ved vejen                        | nicht bekannt                         |
| 1990      | Kirsten Rolffes        | Dansen med Regitze               | Tanzen mit Regitze                    |
| 1991      | Jannie Faurschou       | Springflod                       | Springflut                            |
| 1992      | Ditte Knudsen          | Møv og Funder                    | Moev und Funder                       |
| 1993      | Birthe Neumann         | Kærlighedens smerte              | nicht bekannt                         |
| 1994      | Pernille Højmark       | Sort høst                        | nicht bekannt                         |
| 1995      | Rikke Louise Andersson | Nattevagten                      | Nightwatch – Nachtwache               |
| 1996      | Anneke von der Lippe   | Pan                              | Pan                                   |
| 1997      | Katrin Cartlidge       | Breaking the Waves               | Breaking the Waves                    |
| 1998      | Birgitte Raaberg       | Riget II                         | The Kingdom – Hospital der Geister II |
| 1999      | Anne Louise Hassing    | Idioterne                        | Idioten                               |

## Preisträgerinnen und Nominierungen 2000–2009
2000
Paprika Steen – Der einzig Richtige (Den eneste ene)
Rikke Louise Andersson – Bleeder
Sofie Gråbøl – Der einzig Richtige (Den eneste ene)
2001
Lene Tiemroth – Italienisch für Anfänger (Italiensk for begyndere)
Sarah Boberg – Die Bank (Bænken)
Stine Holm Joensen – Die Bank (Bænken)
2002
Susanne Juhász – Ein Jackpot für Helene (At klappe med een hånd)
Birthe Neumann – Fukssvansen
2003
Paprika Steen – Open Hearts (Elsker dig for evigt)
Julia Davis – Wilbur Wants to Kill Himself (Wilbur begår selvmord)
Jannie Faurschou – Kleine Missgeschicke (Små ulykker)
Birthe Neumann – Open Hearts (Elsker dig for evigt)
2004
Ditte Gråbøl – Lykkevej
Bronagh Gallagher – Skagerrak
Lisa Werlinder – Das Erbe (Arven)
2005
Trine Dyrholm – In deinen Händen (Forbrydelser)
Nastja Arcel – King’s Game (Kongekabale)
Karen-Lise Mynster – Lad de små børn
Sonja Richter – In deinen Händen (Forbrydelser)
Pia Vieth – Familien Gregersen
2006
Charlotte Fich – Totschlag – Im Teufelskreis der Gewalt (Drabet)
Pernille Vallentin Brandt – Nordkraft
Anne Sophie Byder – Todeshochzeit (Mørke)
Tuva Novotny – Bang Bang Orangutang
2007
Stine Fischer Christensen – Nach der Hochzeit (Efter brylluppet)
Bodil Jørgensen – Der var engang en dreng
Mia Lyhne – The Boss of It All (Direktøren for det hele)
Mette Riber Christoffersen – Råzone
Sofie Stougaard – Lotto
2008
Charlotte Fich – Bedingungslos (Kærlighed på film)
Anne Sophie Byder – Hvid nat
Stine Fischer Christensen – Ekko
Trine Dyrholm – Daisy Diamond
Hanne Hedelund – Kunsten at græde i kor
2009
Sarah Boberg – To verdener
Emma Sehested Høeg – Wen du fürchtest (Den du frygter)
Ghita Nørby – Was niemand weiß (Det som ingen ved)
Paprika Steen – Wen du fürchtest (Den du frygter)

## Preisträgerinnen und Nominierungen 2010–2019
2010
Pernille Vallentin – Deliver Us from Evil (Fri os fra det onde)
Sara Hjort – Vanvittig forelsket
Charlotte Fich – Vanvittig forelsket
Solbjørg Højfeldt – Velsignelsen
Lea Maria Høyer Stensnæs – Over gaden under vandet
2011
Patricia Schumann – Submarino
Marijana Jankovic – Alting bliver godt igen
Laura Skaarup Jensen – Eksperimentet
Rosalinde Mynster – Die Wahrheit über Männer (Sandheden om mænd)
Paprika Steen – Alting bliver godt igen
2012
Paprika Steen – Superclassico … meine Frau will heiraten! (SuperClásico)
Anne Sofie Espersen – Frit fald
Charlotte Gainsbourg – Melancholia
Anne Louise Hassing – Eine Familie (En familie)
Charlotte Rampling – Melancholia
2013
Frederikke Dahl Hansen – You and Me Forever
Lotte Andersen – Undskyld jeg forstyrrer
Emilie Claudius Kruse – You and Me Forever
Trine Dyrholm – Die Königin und der Leibarzt (En kongelig affære)
Elsebeth Stentoft – 10 timer til Paradis
2014
Susse Wold – Die Jagd (Jagten)
Anne Louise Hassing – Die Jagd (Jagten)
Sonja Richter – Erbarmen (Kvinden i buret)
Kristin Scott Thomas – Only God Forgives
Uma Thurman – Nymphomaniac
2015
Susanne Storm – Der Mondfisch (Klumpfisken)
Birgitte Hjort Sørensen – En du elsker
Sarah-Sofie Boussnina – Schändung (Fasandræberne)
Danica Curcic – Schändung (Fasandræberne)
Sidse Babett Knudsen – Speed Walking (Kapgang)
2016
Trine Pallesen – Key House Mirror (Nøgle hus spejl)
Ruth Brejnholm – Shadow of a Hero
Lene Maria Christensen – Sommer ’92 (Sommeren ’92)
Trine Dyrholm – Long Story Short (Lang historie kort)
Dya Josefine Hauch – Long Story Short (Lang historie kort)
2017
Victoria Carmen Sonne – Im Blut (I blodet)
Miri Ann Beuschel – Parents (Forældre)
Laura Bro – Vögel über dem Sund (Fuglene over sundet)
Sofie Gråbøl – Der Tag wird kommen (Der kommer en dag)
Martha Sofie Wallstrøm Hansen – Die Kommune (Kollektivet)
2018
Julie Christiansen – Mens vi lever
Charlotte Munck – Mens vi lever
Stine Fischer Christensen – Darkland (Underverden)
Lene Maria Christensen – Den bedste mand
Lisa Nilsson – Gud taler ud
2019
Katrine Greis-Rosenthal – Per im Glück (Lykke-Per)
Karen-Lise Mynster – Den tid på året
Lotte Andersen – Ditte & Louise
Sofie Gråbøl – Den tid på året
Soho Rezanejad – Der Charmeur (Charmøren)

## Preisträgerinnen und Nominierungen seit 2020
2020
Sofie Torp – Daniel (Ser du månen, Daniel)
Christiane Gjellerup Koch – Daniel (Ser du månen, Daniel)
Clara Rosager – Før frosten
Tuva Novotny – Suicide Tourist – Es gibt kein Entkommen (Selvmordsturisten)

2021
Sidse Babett Knudsen – Wildland (Kød & Blod)
Lene Maria Christensen – Undtagelsen
Andrea Heick Gadeberg – Helden der Wahrscheinlichkeit (Retfærdighedens ryttere)
Sidse Babett Knudsen – Undtagelsen
Karen-Lise Mynster – Lille sommerfugl

2022
Anne Sofie Wanstrup – Hvor kragerne vender
Bodil Jørgensen – Hvor kragerne vender
Asta Kamma August – Pagten
Ester Birch – Das Bombardement (Skyggen i mit øje)
Sofie Gråbøl – Venuseffekten

2023
Lene Maria Christensen – Rose – Eine unvergessliche Reise nach Paris (Rose)
Amanda Collin – Fædre & mødre
Karina Smulders – Speak No Evil
Mette Munk Plum – Resten af livet
Ída Mekkín Hlynsdóttir – Vanskabte Land